# Anton Knüppel
Anton Alexander Knüppel (* 17. April 1880 in Billerbeck; † 8. Mai 1940 in Essen-Altenessen) war ein deutscher Organist, Kirchenmusiker und Komponist.

## Leben und Werk
Seit 1907 wirkte Anton Knüppel als Organist in Essen-Altenessen.
Anton Knüppel schrieb einige Kirchenlieder und kirchenmusikalische Werke wie die Vertonung des Pange-lingua-Hymnus, op. 6. für fünfstimmigen gemischten Chor und Orgel (1928), die 14 Fughetten für Orgel op. 16a (1930) oder das Requiem aeternam op. 26. (1935).
Zum 1. Mai 1930 trat er der NSDAP bei (Mitgliedsnummer 247.906).